# ジョヴァンニ・アンドレア・デ・フェラーリ
ジョヴァンニ・アンドレア・デ・フェラーリ（Giovanni Andrea De Ferrari、1598年ころ - 1669年12月25日）はイタリアの画家である。「ジェノヴァ派」を代表する画家である。「イル・レヴェレンド(il reverendo)と呼ばれることもあった。

## 略歴
ジェノヴァで生まれた。低い年齢でベルナルド・カステッロの工房の弟子になり、その少し後にはベルナルド・ストロッツィの工房に移った。ストロッツィからは大きな影響を受け、デ・フェラーリとストロッツィ作品とは多くの共通点が見られる。
1619年にはジェノヴァに自らの工房を開き、ジェノヴァの女子修道院から注文を得た。ジェノヴァの白の宮殿（Palazzo Bianco）の装飾画もデ・フェラーリの初期の作品とされている。ジョヴァンニ・アンドレア・アンサルド(Giovanni Andrea Ansaldo: 1584-1638) やドメニコ・フィアセラ(Domenico Fiasella: 1589–1669)と共に作品を制作したと考えられている。
1620年代にジェノヴァで活動したフランドルの画家アンソニー・ヴァン・ダイクや、同じくジェノヴァで活動したボローニャ出身の画家、ジュリオ・チェーザレ・プロカッチーニ(Giulio Cesare Procaccini)やローマで学んだオラツィオ・ジェンティレスキらの作品からも影響を受けて自らのスタイルを創った。
画家として人気を得て、1530年代半ばまでにジェノヴァやリグーリアの教会のために多くの祭壇画を描いた。多くの注文に答えるために、自らの工房の画家が作品を制作することがあった。弟子にはジョヴァンニ・ベネデット・カスティリオーネ(Giovanni Benedetto Castiglione: 1609-1664)やバレリオ・カステッロ(Valerio Castello: 1624-1659)、ジョヴァンニ・ベルナルド・カルボーネ(Giovanni Bernardo Carbone: 1616-1683)らがいた。
1634年頃に、ローマのアカデミア・ディ・サン・ルカに加入していた記録がありこの頃ローマで活動していたと考えられる 。
教会から依頼される装飾画などの他に、一般の顧客から注文を受けて、聖書の物語を題材に小さなサイズの作品も描いた。
晩年は病気に悩まされ、未婚のままジェノヴァで没した。

## 作品

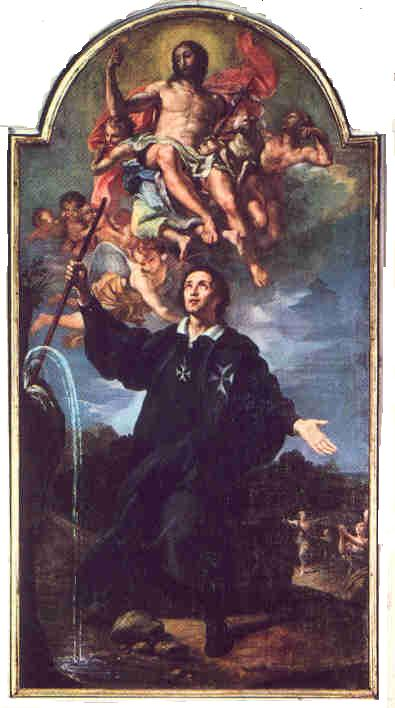
Ugo Canefri Chiesa di San Giovanni di Prè in Genovaの装飾画
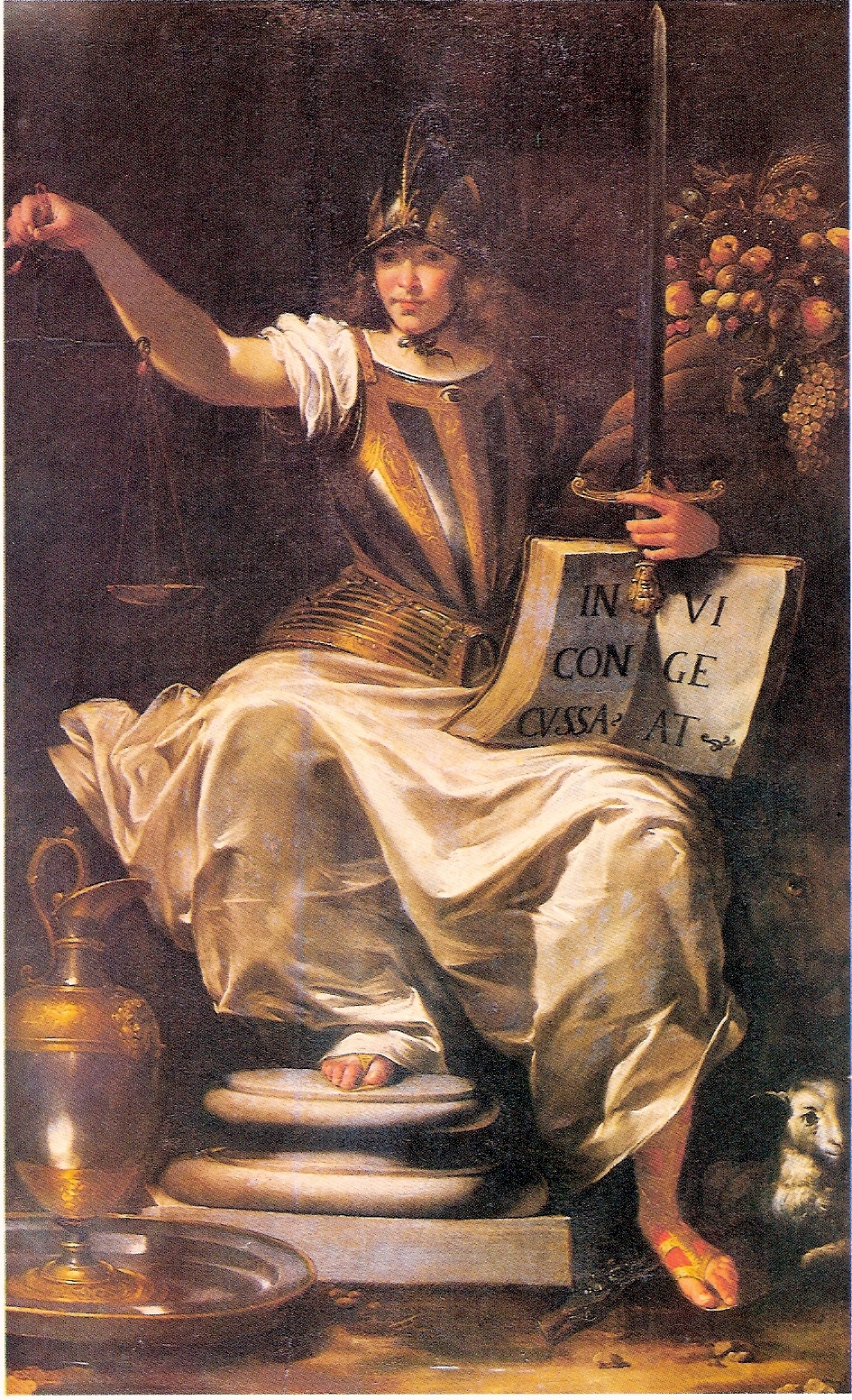
La Giustizia Palazzo Doria-Tursi
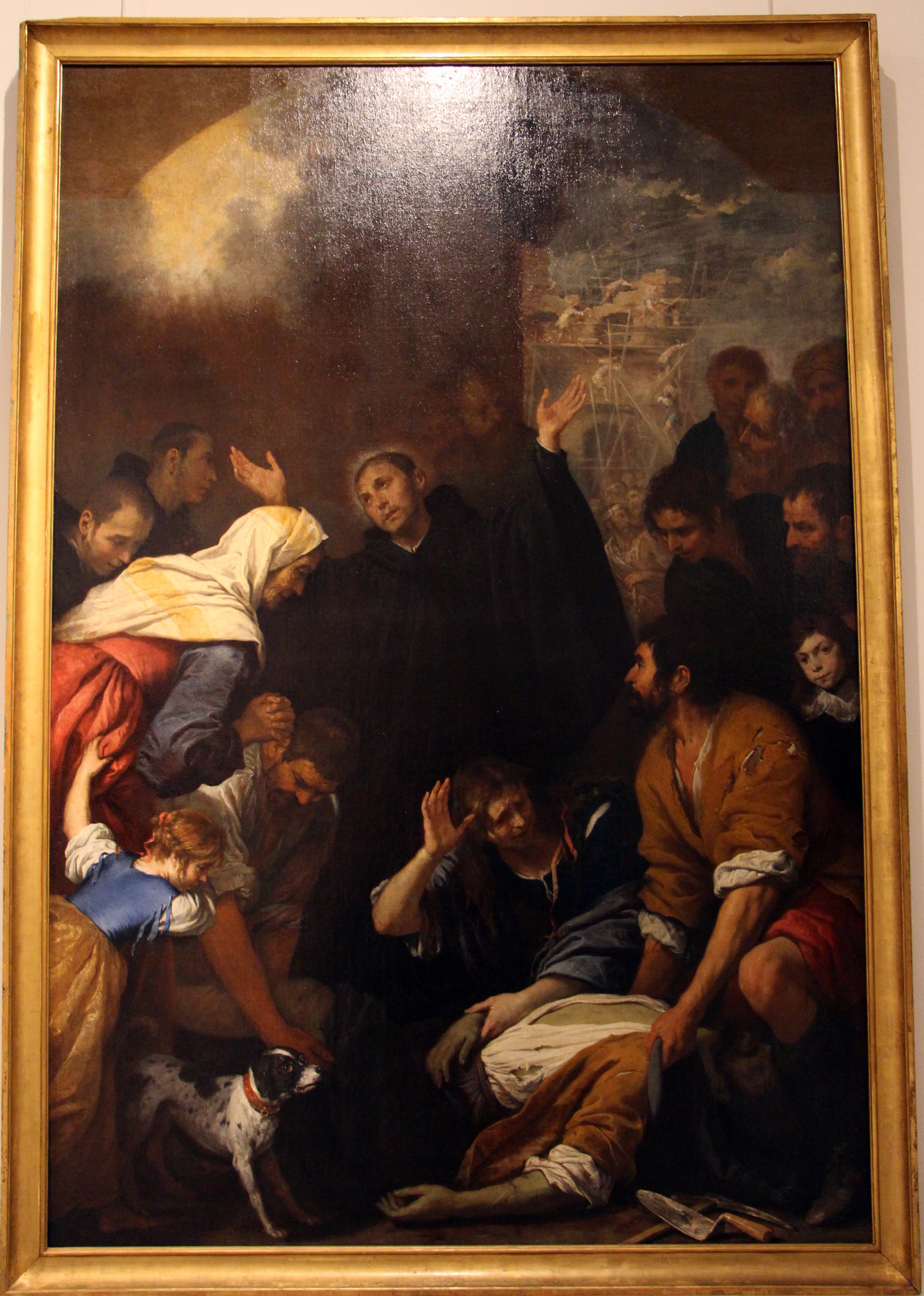
un santo resuscirta un muratore caduto Accademia Ligustica di Belle Arti 蔵
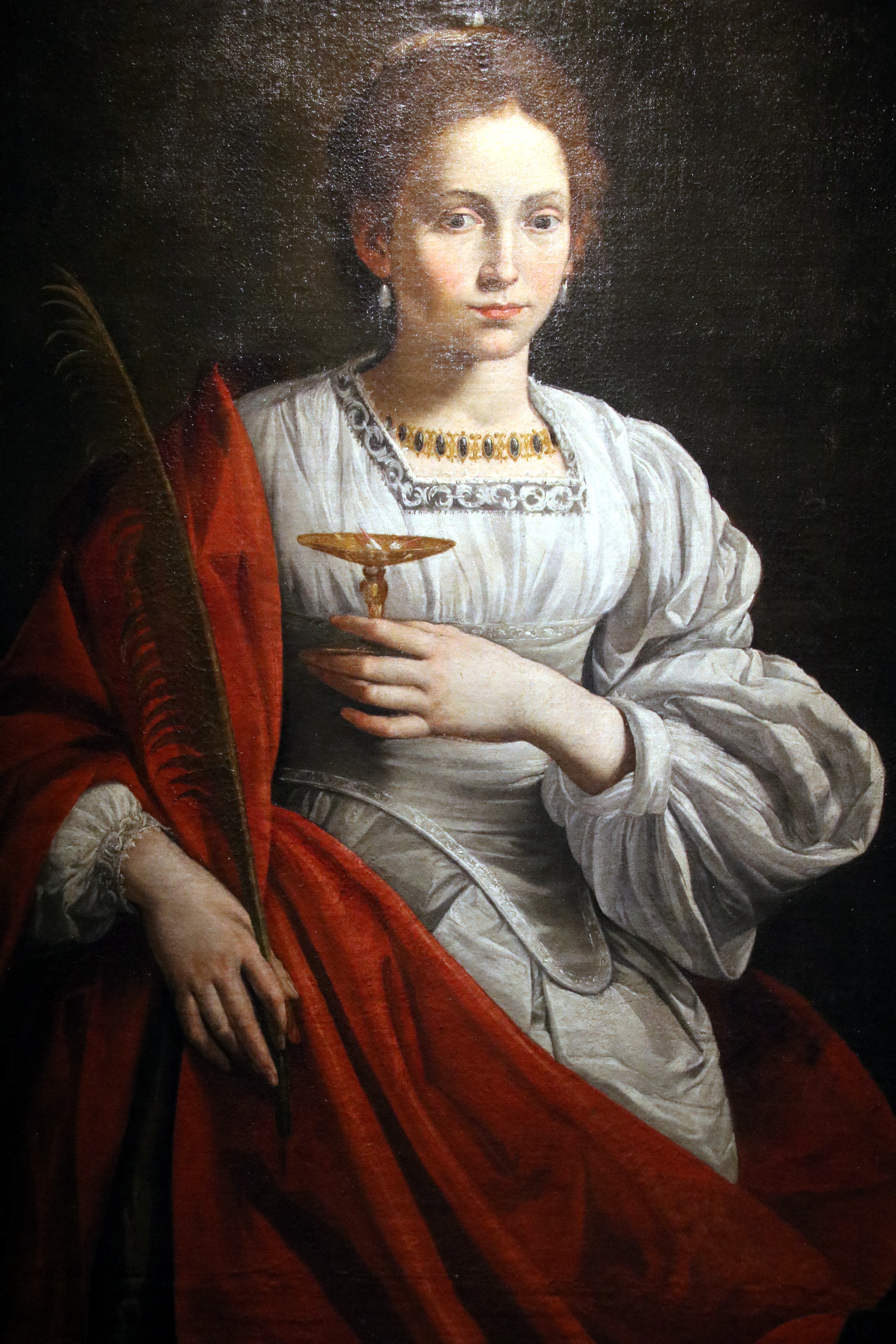
Sant'Apollonia (1625/1630) 白の宮殿の装飾画

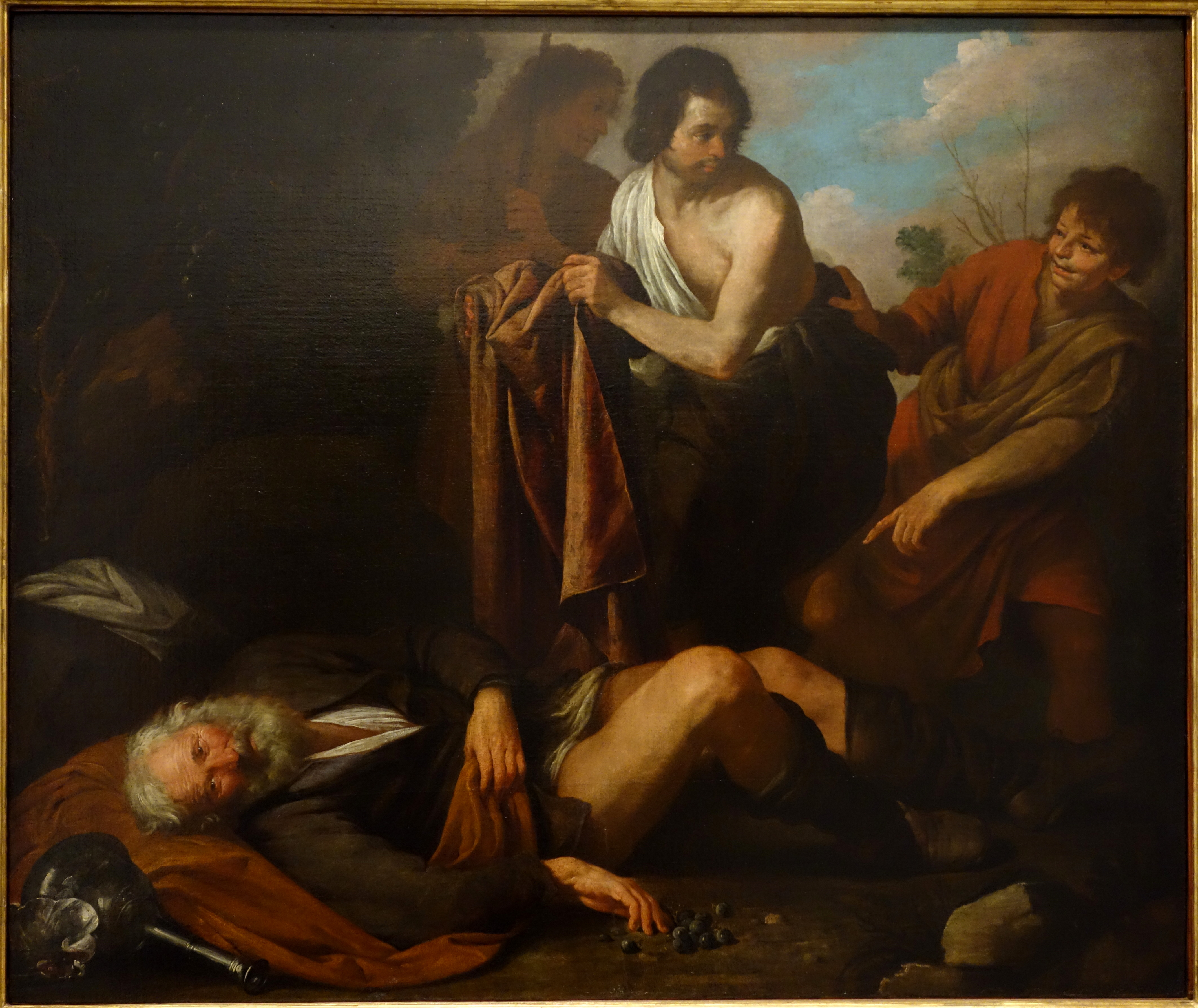
ノアの泥酔(1630/1635) Accademia Ligustica di Belle Arti 蔵
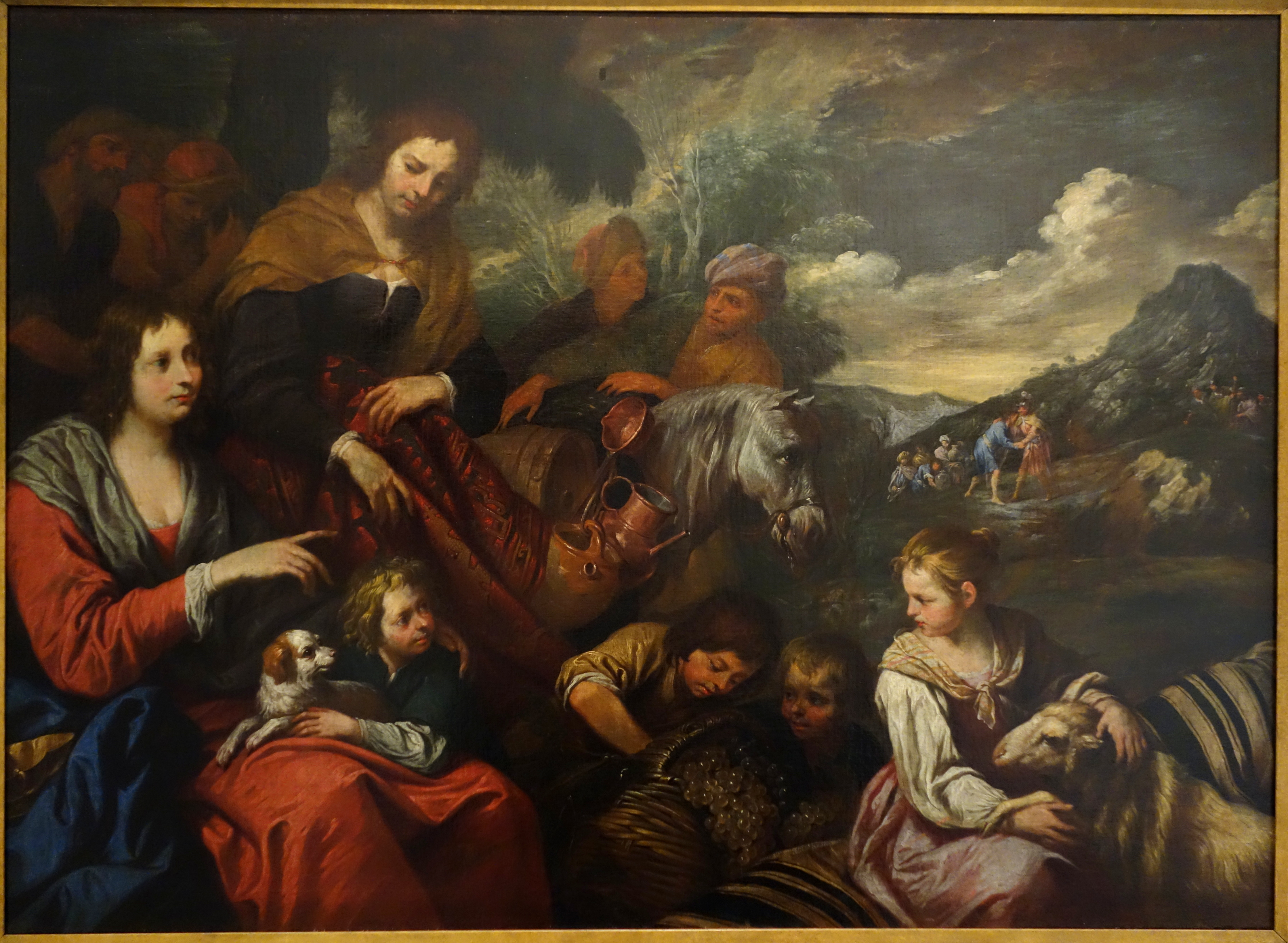
ヤコブの家族 Accademia Ligustica di Belle Arti 蔵
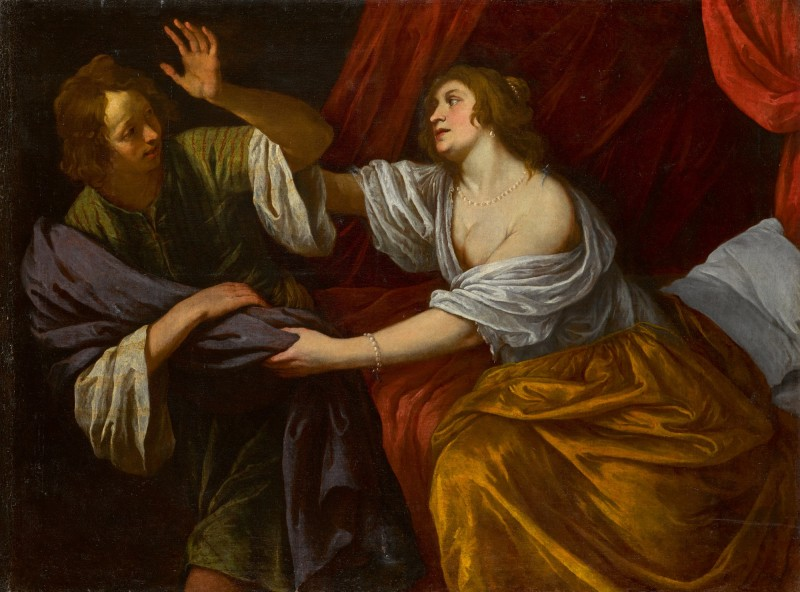